# روبرت إيميت فين
روبرت إيميت فين هو محامي وسياسي كندي، ولد في 10 يونيو 1877 في دارتموث في كندا، وتوفي في 23 فبراير 1951. حزبياً، نشط في الحزب الليبرالي الكندي والحزب الليبرالي في نوفا سكوشا ‏. وقد انتخب عضو مجلس العموم الكندي عن دائرة هاليفاكس ‏ (6 فبراير 1936 – 25 يناير 1940) وانتخب عضو مجلس نواب نوفا سكوتيا عن دائرة History of Halifax, Nova Scotia ‏ (20 يونيو 1906 – نوفمبر 1922) وانتخب عضو مجلس العموم الكندي عن دائرة هاليفاكس ‏ (31 يناير 1923 – 5 سبتمبر 1925).